# Jaka Klobučar
Jaka Klobučar (Novo Mesto, 19. kolovoza 1987.) slovenski profesionalni košarkaš. Igra na poziciji bek šutera, a trenutačno je član slovenske Union Olimpije.

## Karijera
Karijeru je započeo u Krki, a ondje je proveo dvije sezone. Početkom 2005. seli se u Geoplin Slovan i ondje provodi tri sezone. U ljeto 2008. postaje članom Union Olimpije.

## Slovenska košarkaška reprezentacija
Bio je član Slovenske košarkaške reprezentacije koja je nastupala na Eurobasketu 2007.

## Vanjske poveznice
- Profil na NLB.com